# Backhäuser Am Heidenwall 9 und Bürsteler Straße 35

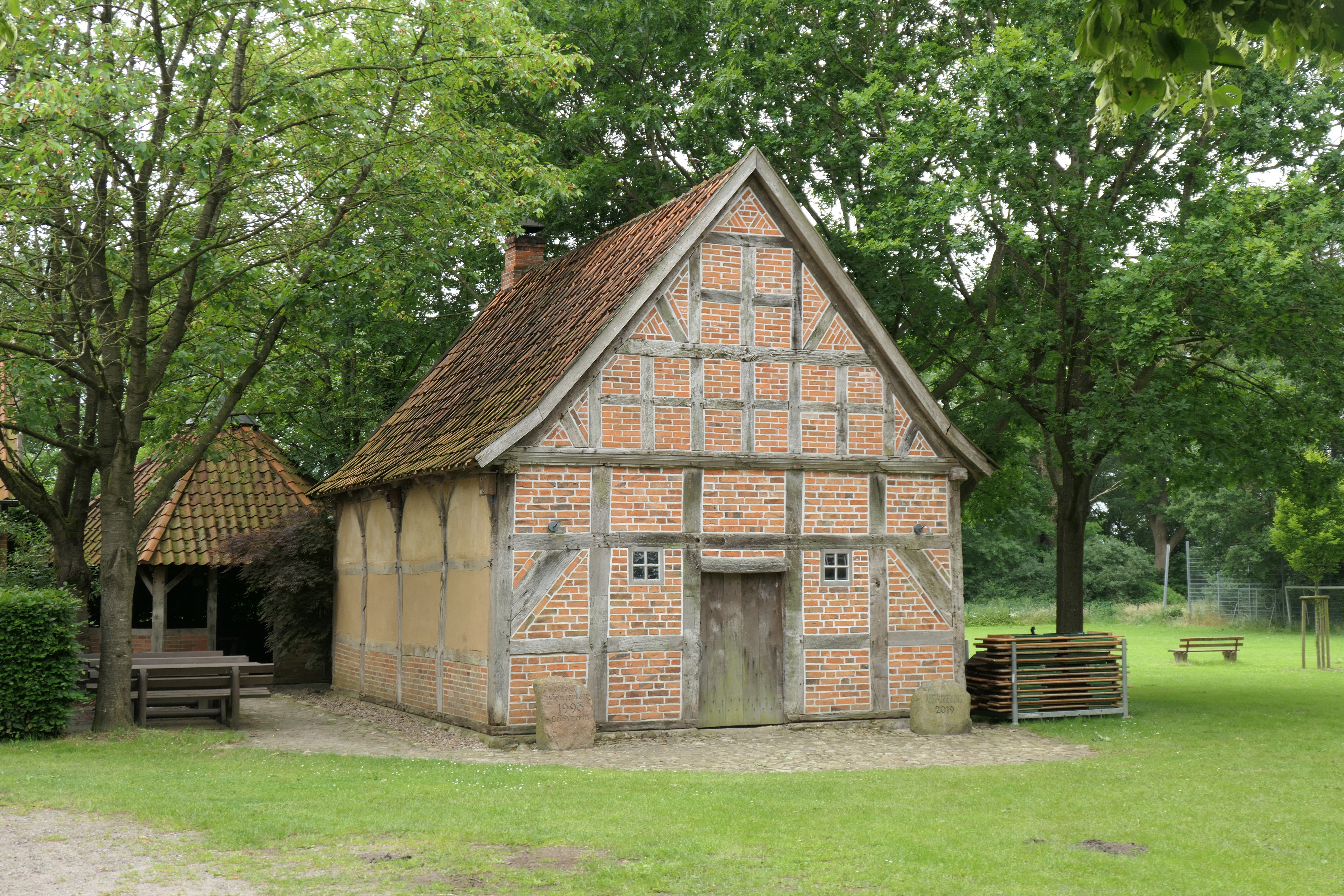
Backhaus Am Heidenwall 9

Die Backhäuser Am Heidenwall 9 und Bürsteler Straße 35 in Ganderkesee-Bürstel wurden 1773 bzw. in der Mitte des 19. Jahrhunderts gebaut.
Das heute Spieker genannte Backhaus Am Heidenwall 9 wird gegenwärtig für Anlässe vermietet.
Die Gebäude stehen unter Denkmalschutz (siehe auch Liste der Baudenkmale in Ganderkesee).

## Beschreibung und Geschichte

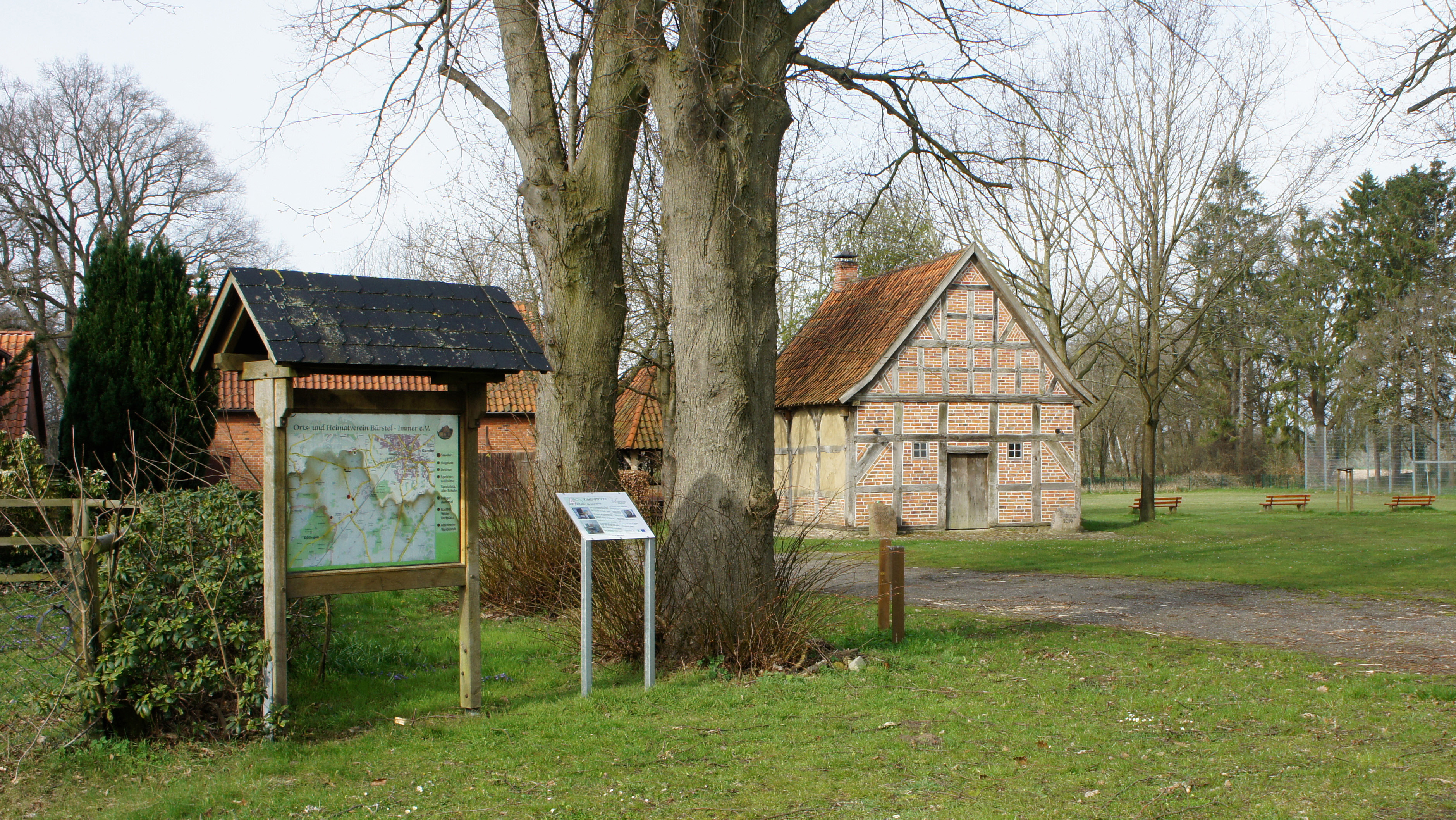
Backhaus und Ortsplan bei der alten Schule

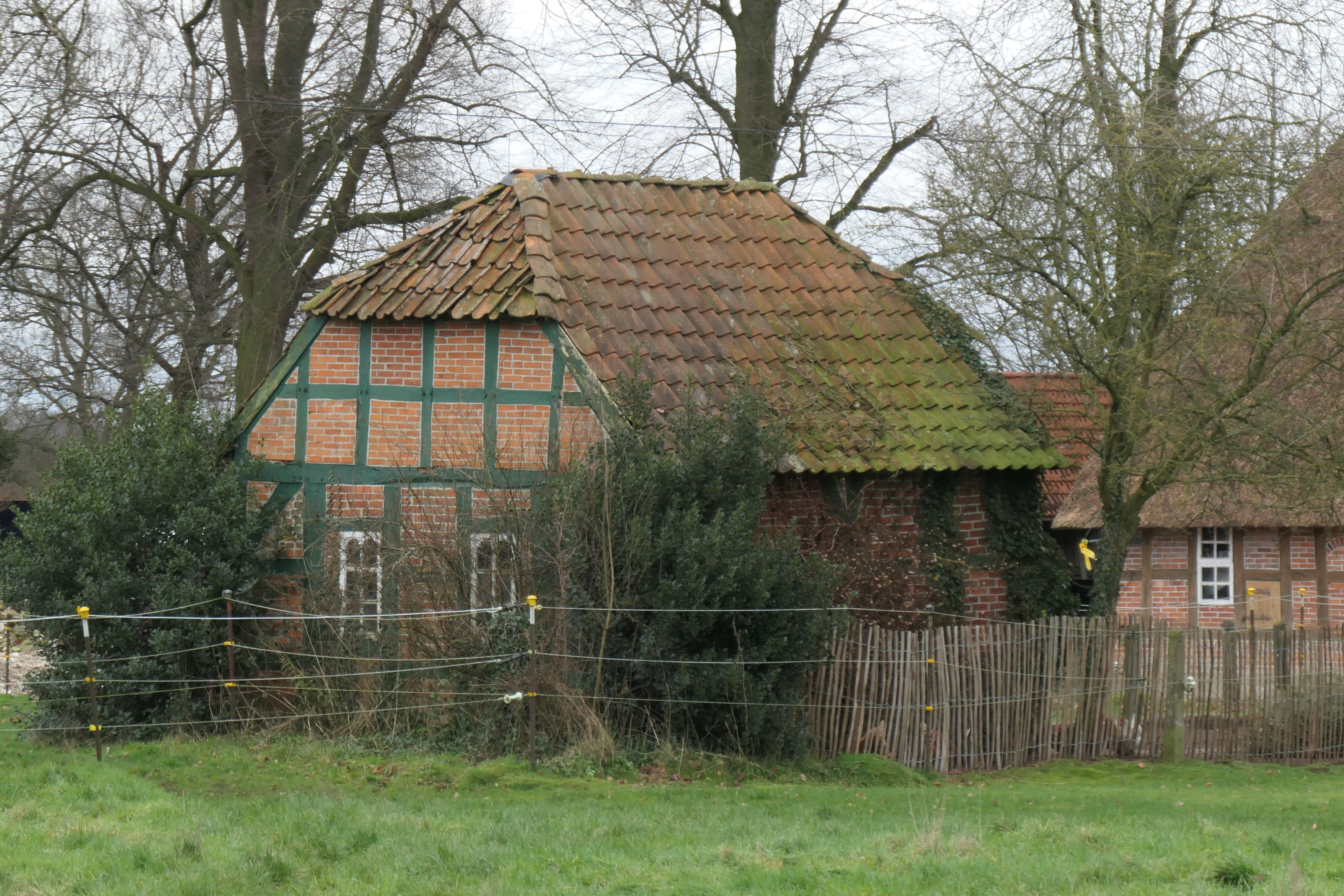
Backhaus Bürsteler Straße 35

Das eingeschossige Backhaus Am Heidenwall 9 von 1773 ist ein Fachwerkhaus in Ständerkonstruktion mit teils Steinausfachungen und teils Lehmausfachung mit hohlpfannengedecktem Satteldach sowie einem erhaltenen alten, nachträglich eingebauten, Backofen und einer östlichen Bohleneingangstür. Das Haus war ursprünglich ein Spieker (Platt für Speicher). 1988 wurde das Gebäude vom etwa 220 Meter entfernten Hof Alfs, Sykestraße 8, hierhin versetzt. 2019 wurde es von der Landjugend Ganderkesee im Rahmen einer 72-Stunden-Aktion restauriert.
Das Haus wird als Spieker vom Orts- und Heimatverein Bürstel-Immer vermietet. Dahinter steht zudem eine offene Grillhütte.
Die Heimatstube des Orts- und Heimatvereines Ganderkesee hat hier (links vorne) seit 1986 in der bis 1995 sanierten eingeschossigen alten Schule seinen Standort.
Das eingeschossige Backhaus Bürsteler Straße 35 ist ein Fachwerkhaus mit Steinausfachungen und Krüppelwalmdach. Es stammt aus der Mitte des 19. Jahrhunderts und gehört zur Hofanlage Bürsteler Straße 35.
Das Niedersächsische Landesamt für Denkmalpflege befand: „… geschichtliche Bedeutung aufgrund … Zeugnis- und Schauwertes …“